# Paul Gebauer (Gewerkschafter)
Paul Gebauer (* 9. August 1901 in Forst (Lausitz); † 18. November 1963 in Berlin) war ein deutscher Gewerkschafter. Er war Zweiter Vorsitzender der Industriegewerkschaft Textil im Freien Deutschen Gewerkschaftsbund (FDGB).

## Leben
Gebauer, Sohn eines Sattlers und Wagenbauers, besuchte die Volks- und die Fachschule. Er erlernte den Beruf des Tüllwebers und war anschließend als Textilarbeiter tätig. 1917 trat er der Sozialistischen Arbeiter-Jugend, 1918 dem Deutschen Textilarbeiterverband (DTV) bei. 1919 wurde er Mitglied der USPD, 1920 der KPD. Nach Ausschluss Paul Levis 1921 wurde Gebauer erneut Mitglied der USPD und trat 1922 zur SPD über.  Ab 1922 war er Geschäftsführer des DTV in Dresden. Gebauer war von 1926 bis 1933 Sekretär bei der Hauptverwaltung des DTV und Sachbearbeiter für Schulungsangelegenheiten sowie Mitarbeiter in der Schriftleitung des Verbandsorgans des DTV. Nach der Ablegung der Sonderreifeprüfung für Hochbegabte studierte Gebauer von 1928 bis 1933 Volkswirtschaft an der Friedrich-Wilhelms-Universität Berlin. Das Studium schloss er als Diplom-Volkswirt ab. 
Nach der Zerschlagung der Gewerkschaften durch die Nationalsozialisten war er maßgeblich am Aufbau des illegalen DTV beteiligt. Von 1933 bis 1937 war Gebauer arbeitslos, dann fand er eine Anstellung als Sachbearbeiter bei der Überwachungsstelle für Baumwollgarne. Am 30. September 1939 wurde er verhaftet und vor dem Volksgerichtshof bzw. dem Oberlandesgericht Dresden angeklagt. Am 27. September 1940 wurde Gebauer wegen „Vorbereitung zum Hochverrat“ zu zwei Jahren Gefängnis verurteilt. Nach seiner Freilassung arbeitete er ab April 1942 als Buch- und Bilanzprüfer, im Oktober 1942 wurde er dienstverpflichtet.
Nach Kriegsende trat er 1945 wieder der KPD bei, 1946 wurde er Mitglied der SED. Von 1946 bis 1949 fungierte Gebauer als Zweiter Vorsitzender der IG Textil im FDGB. Von 1946 bis 1950 war er zudem Vorsitzender des Landesvorstandes der IG Textil Sachsen sowie Mitglied des Zentralvorstandes der IG Textil.
Von 1949 bis 1951 war er wissenschaftlicher Oberreferent am Deutschen Wirtschaftsinstitut. Im August 1951 wurde Gebauer Redakteur der Zeitschrift Die Arbeit. 1957 promovierte er in Dresden zum Dr. rer. oec. und wurde Mitarbeiter im Ministerium für Außenhandel und Innerdeutschen Handel der DDR.

## Schriften
- Die große Illusion. Gewerkschaften und Marshallplan. Die Freie Gewerkschaft, Berlin 1948.
- Aktueller Anlaß und Erscheinungsformen, sowie bisherige Ergebnisse der Rationalisierungs-Kampagne in Westdeutschland. TH Dresden,  Fakultät für  Ingenieurökonomie, Dissertation von 25. Januar 1957.